# Movimiento Nacionalista de Chile
El Movimiento Nacionalista de Chile (MNCh) fue un movimiento político de ideología fascista existente en dicho país entre 1940 y 1943.

## Historia

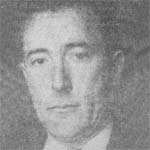
Guillermo Izquierdo, líder del Movimiento Nacionalista entre 1940 y 1943.

Fue fundado el 12 de febrero de 1940 por un sector disidente de la Vanguardia Popular Socialista (VPS), que no estaba de acuerdo con la dirección de Jorge González von Marées, quien había realizado alianzas con la izquierda y había entregado su respaldo al presidente Pedro Aguirre Cerda. El grupo designó como su líder a Ariosto Herrera, militar en retiro que el año anterior había protagonizado un fallido golpe de Estado conocido como Ariostazo. Debido a que Herrera estaba encarcelado por aquel incidente, el liderazgo fue asumido por el abogado de Herrera, Guillermo Izquierdo Araya, quien no había pertenecido al partido nacista, a diferencia de la gran mayoría de los militantes del movimiento.
El MNCh estableció entre sus Principios el establecimiento del Estado Nacionalista, que garantizaría el orden interno y el prestigio internacional del país, y que mediante un sistema corporativista, reemplazara a todas las instituciones de la democracia liberal que se hallaban en «completa descomposición». También propuso la abolición del sufragio universal y su reemplazo por un «sistema de sufragio cualificado». A diferencia del Movimiento Nacional-Socialista y del Partido Nacional Fascista, no adhirieron públicamente al fascismo europeo, sin embargo, sus objetivos y su retórica "identifican al MNCh como un grupo fascista en la tradición del nazismo chileno".
A pesar de sus declaraciones, un informe de Carabineros de Chile de agosto de 1940 concluyó que el MNCh era un instrumento del Tercer Reich alemán. El movimiento fue acusado de infringir la ley 6026, que prohibía las agrupaciones que propiciaran regímenes antidemocráticos, y debió enfrentar un proceso judicial. Tras una primera sentencia condenatoria, la cual fue apelada ante la Corte de Apelaciones de Santiago, el 5 de diciembre de 1940 la justicia falló a favor del MNCh.
En 1943, el movimiento se convirtió en el Partido Unión Nacionalista de Chile, mediante su fusión con su partido originario, la VPS.